# Мейвуд (Калифорния)
Мейвуд (англ. Maywood) — город в округе Лос-Анджелес в штате Калифорния в Соединённых Штатах Америки.
Согласно данным переписи населения США 2020 года число жителей города 
составляло 27 395 человек, что, для такого небольшого населённого пункта, существенно меньше (− 2.4%), чем было во время предыдущей переписи проводившейся в 2010 году (28 083 человек).

## История
В доколумбову эпоху земля, на которой сейчас стоит город Мейвуд, на протяжении многих веков была заселена коренными индейскими племенами.

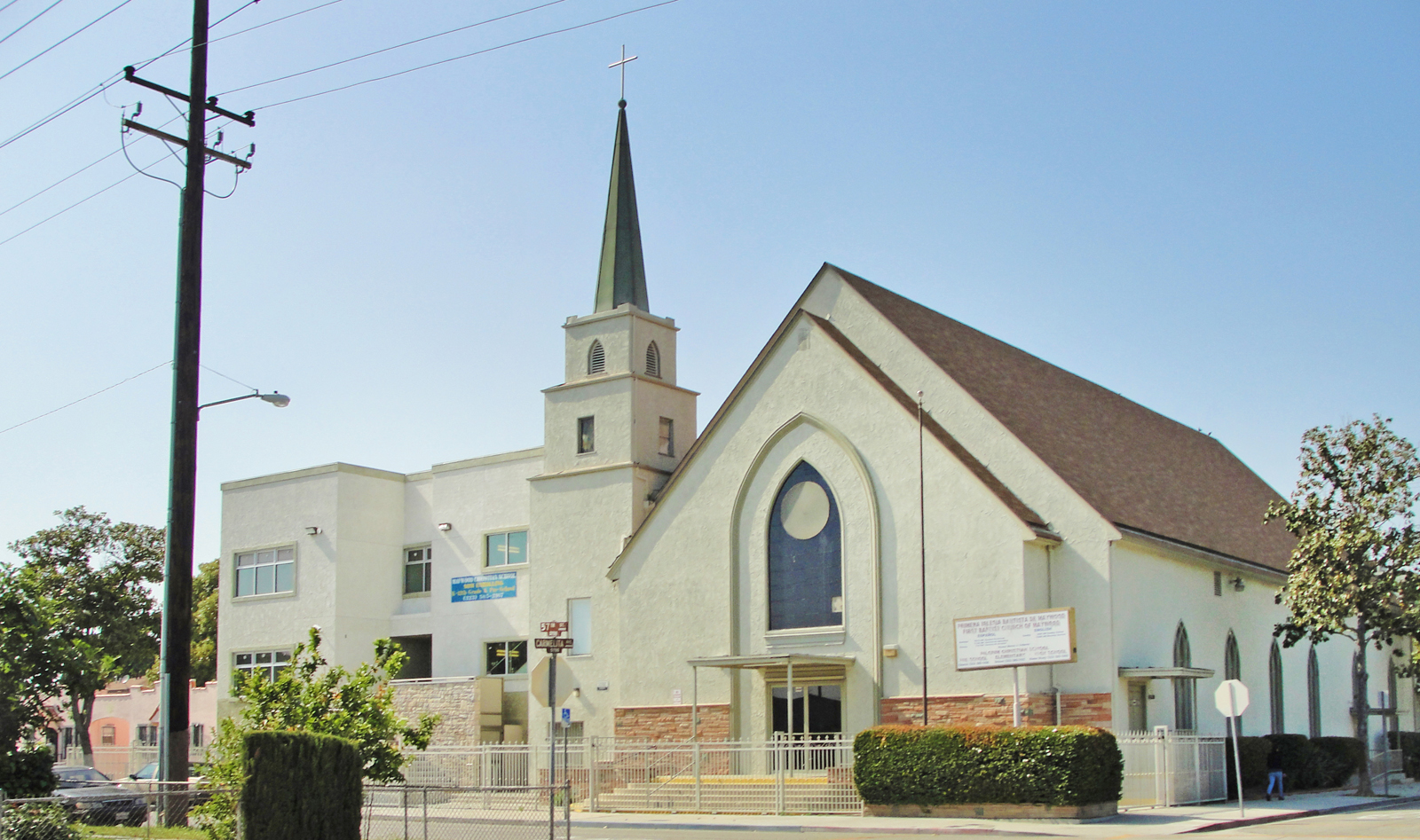
Церковь в Мейвуде

В 1781 году эта территория была передана испанской монархией ветерану испанской войны Мануэлю Ньето. Когда было зарегистрировано поселение Пуэбло-де-Нуэстра-Сеньора-де-Лос-Анджелес, оно включало коровье пастбище, которое в конечном итоге превратилось в ранчо, а затем в Мейвуд.
В 1919 году сообщество получило своё нынешнее название в честь популярной местной жительницы Мэй Вуд (англ. May Wood) работавшей в сфере недвижимости, которая занималась застройкой ранчо площадью 2300 акров (930 гектаров) в жилые участки и согласившейся использовать свое имя для обозначения участка.
С 1920-х годов у корпорации «Chrysler» в Мейвуде работал завод по сборке автомобилей, вплоть до до его закрытия в июле 1971 года.

## География
Согласно данным Бюро переписи населения США, общая площадь города составляет 1,2 квадратных мили (3,1 км2) и вся эта территория приходится на сушу.
Мейвуд находится в 8 милях (13 км) к юго-востоку от финансового района Даунтаун Лос-Анджелеса и всего в 2 милях (3,2 км) к востоку от городской границы Лос-Анджелеса и граничит с городом Белл на юге, Вернон на севере и западе, Хантингтон-Парк на юго-западе и Коммерс на востоке.

## Климат
Климат очень тёплый летом, когда высокие температуры, как правило, составляют около 80 градусов °F, и мягкий зимой, когда высокие температуры, как правило, составляют 60 градусов. Самый тёплый месяц года — август, а самый холодный месяц года — декабрь.
Перепады температур между ночью и днем, как правило, умеренные летом с разницей, которая может достигать 24 °F (−4 °C), и умеренные зимой со средней разницей 22 °F (−6 °C). Среднегодовое количество осадков в Мейвуде составляет около 15 дюймов (ок. 400 мм). Самый влажный месяц года — февраль.
Историческая активность торнадо в этом районе заметно выше среднего показателя по штату Калифорния.